# Teoria minții

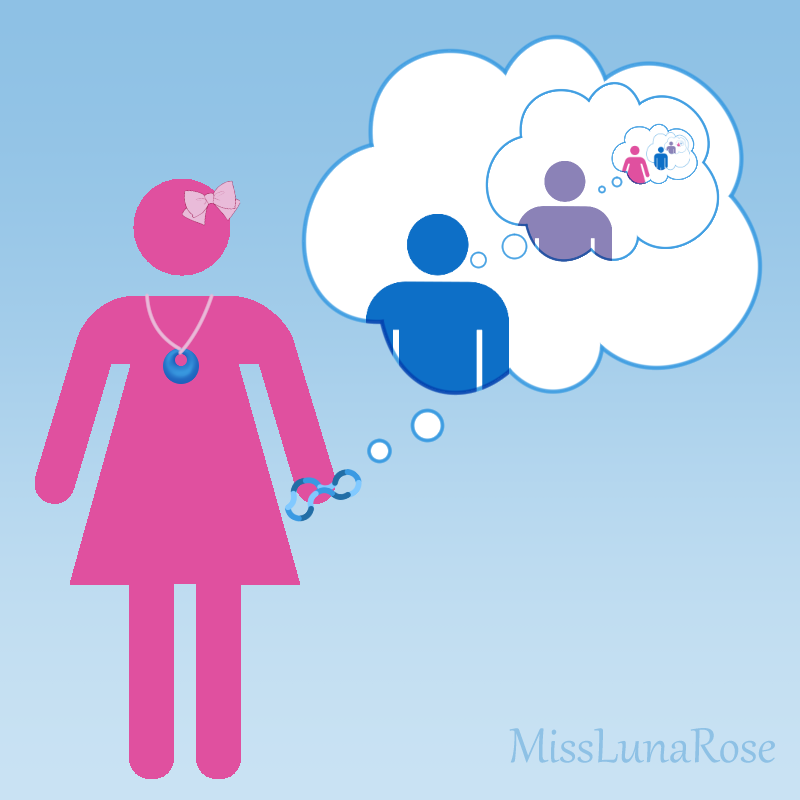
Reprezentare a teoriei minții

Teoria minții (ToM) este un termen popular din domeniul psihologiei ca o evaluare a gradului de capacitate individuală a unui om pentru empatie și înțelegere a celorlalți. ToM este unul dintre tiparele de comportament care este în mod obișnuit prezentat de mintea oamenilor neurotipici, aceea fiind capacitatea de a atribui - altora sau propriei persoane - stări mentale precum credințe, intenții, dorințe, emoții și cunoaștere. Teoria minții drept capacitate personală este înțelegerea faptului că alții au credințe, dorințe, intenții și perspective care sunt diferite de ale propriei persoane. Posedarea unei teorii funcționale a minții este considerată crucială pentru succesul în interacțiunile sociale zilnice ale omului și este utilizată atunci când analizăm, judecăm și deducem comportamentele altora. Deficiențele pot apărea la persoanele cu tulburări ale spectrului autist, tulburări de alimentație, genetice, schizofrenie, tulburări de hiperactivitate cu deficit de atenție, adicția de cocaină și leziuni cerebrale suferite de neurotoxicitatea alcoolului; deficitele asociate adicției de opioide se reduc după o abstinență prelungită.
Teoria minții este distinctă de filosofia minții.

## Definiție
Teoria minții este o teorie în măsura în care rezultatul, cum ar fi gândurile și sentimentele minții, este singurul lucru care se observă direct, astfel încât se deduce existența unei minți. Prezumția că alții au o minte este denumită o teorie a minții, deoarece fiecare om nu poate intui existența propriei minți decât prin introspecție și nimeni nu are acces direct la mintea altuia, astfel încât existența și modul în care funcționează nu pot fi deduse decât din observațiile altora. De obicei, se presupune că alții au minți analoage cu ale proprii și această presupunere se bazează pe interacțiunea socială reciprocă, așa cum se observă în atenția comună, utilizarea funcțională a limbajului și înțelegerea emoțiilor și acțiunilor altora. A avea teorie a minții permite ca cineva să atribuie altora gânduri, dorințe și intenții, să prezică sau să explice acțiunile lor și să-și prezinte intențiile. Așa cum s-a definit inițial, ne permite să înțelegem că stările mentale pot fi cauza - și astfel pot fi folosite pentru a explica și prezice - comportamentul altora. A putea atribui stări mentale altora și a le înțelege drept cauze ale comportamentului implică, în parte, că trebuie să putem concepe mintea ca un „generator de reprezentări”. Dacă o persoană nu are o teorie completă a minții, aceasta poate fi un semn de afectare cognitivă sau de dezvoltare.
Teoria minții pare a fi o capacitate înnăscută potențială la oameni, care necesită experiență socială și de altă natură de-a lungul multor ani pentru dezvoltarea sa deplină. Diferite persoane pot dezvolta o teorie a minții mai eficientă sau mai puțin eficientă. Teoriile neo-piagetiene ale dezvoltării cognitive susțin că teoria minții este un produs secundar al unei capacități hipercognitive mai largi a minții umane de a înregistra, monitoriza și reprezenta propria sa funcționare.
Empatia este un concept înrudit, adică recunoașterea și înțelegerea stărilor de spirit ale celorlalți, inclusiv credințele, dorințele și în special emoțiile lor. Aceasta este adesea caracterizată ca abilitatea de a se „pune în locul altora”. Studii recente neuroetologice asupra comportamentului animalelor sugerează că și rozătoarele pot prezenta abilități etice sau empatice. În timp ce empatia este cunoscută ca luarea de perspectivă emoțională, teoria minții este definită ca luarea de perspectivă cognitivă.
Cercetările asupra teoriei minții, la oameni și animale, adulți și copii, care se dezvoltă normal și atipic, au crescut rapid în anii de după lucrarea din 1978 a lui Premack și Guy Woodruff, „Are cimpanzeul o teorie a minții?”. Câmpul emergent al neuro-științei sociale a început, de asemenea, să abordeze această dezbatere, imaginând creierul oamenilor în timp ce aceștia îndeplinesc sarcini care necesită înțelegerea unei intenții, credințe sau alte stări mentale la alții.
O relatare alternativă a teoriei minții este dată în psihologia operantă și oferă dovezi empirice semnificative pentru o relatare funcțională atât a luării perspectivei, cât și a empatiei. Cea mai dezvoltată abordare operantă se bazează pe cercetarea privind răspunsul relațional derivat și este inclusă în ceea ce se numește teoria relațională a cadrelor. Conform acestui punct de vedere, empatia și luarea perspectivei cuprind un set complex de abilități relaționale derivate bazate pe deprinderea de a discrimina și de a răspunde verbal la relații din ce în ce mai complexe între sine, ceilalți, loc și timp și prin relații stabilite.

## Rădăcini filosofice și psihologice
Discuțiile contemporane despre teoria minții își au rădăcinile în dezbaterea filosofică - în linii mari, din timpul celei de -a doua meditații a lui René Descartes, care a pus bazele luării în considerare a științei minții. Cele mai proeminente recent sunt două abordări contrastante în literatura filozofică a teoriei minții: teoria-teoria și teoria simulării. Teoria-teoretician își imaginează o veritabilă teorie - „psihologia populară” - folosită pentru a raționa despre mintea altora. Teoria este dezvoltată în mod automat și înnăscut, deși instanțiată prin interacțiuni sociale. De asemenea, este strâns legat de percepția persoanei și teoria atribuirii din psihologia socială.
Presupunerea intuitivă că alții sunt atenți este o tendință aparentă pe care o avem cu toții. Noi antropomorfizăm animale non-umane, obiecte neînsuflețite, și chiar fenomene naturale. Daniel Dennett s-a referit la această tendință ca adoptând o „poziție intențională” față de lucruri: presupunem că au intenții, pentru a ajuta la prezicerea comportamentului viitor. Cu toate acestea, există o distincție importantă între a lua o „poziție intențională” față de ceva și a intra într-o „lume comună” cu acesta. Poziția intențională este o teorie detașată și funcțională la care recurgem în timpul interacțiunilor interpersonale.
O lume partajată este percepută direct și existența ei structurează realitatea în sine pentru cel care percepe. Nu se aplică doar automat percepției; în multe feluri constituie percepție. Rădăcinile filozofice ale teoriei cadrelor relaționale (RFT) relatate despre teoria minții provin din psihologia contextuală și se referă la studiul organismelor (atât umane, cât și non-umane) care interacționează în și cu un context situațional istoric și actual. Este o abordare bazată pe contextualism, o filozofie în care orice eveniment este interpretat ca un act continuu inseparabil de contextul său actual și istoric și în care se adoptă o abordare radical funcțională a adevărului și a sensului. Ca variantă a contextualismului, RFT se concentrează pe construirea de cunoștințe practice, științifice. Această formă științifică a psihologiei contextuale este practic sinonimă cu filosofia psihologiei operante.

## Dezvoltare
Studiul animalelor care sunt capabile să atribuie altora cunoștințe și stări mentale, precum și dezvoltarea acestei abilități în ontogenia și filogenia umană au identificat mai mulți precursori comportamentali ai teoriei minții. Înțelegerea atenției, înțelegerea intențiilor altora și experiența imitativă cu alte persoane sunt semnele distinctive ale unei teorii a minții care poate fi observată la începutul dezvoltării a ceea ce ulterior devine o teorie cu drepturi depline.
Simon Baron-Cohen a propus că înțelegerea atenției sugarilor de către alții acționează ca un „precursor critic” al dezvoltării teoriei minții. Înțelegerea atenției implică înțelegerea faptului că a vedea poate fi direcționat selectiv ca atenție, că privitorul evaluează obiectul văzut ca „de interes” și că a vedea poate induce credințe. O posibilă ilustrare a teoriei minții la sugari este atenția comună. Atenția comună se referă la momentul în care două persoane privesc și participă la același lucru; părinții folosesc adesea actul de a arăta pentru a determina sugarii să se angajeze într-o atenție comună. Înțelegerea acestui stimul necesită ca sugarii să țină cont de starea mentală a altei persoane, înțelegând că persoana respectivă observă un obiect sau îl consideră de interes. Baron-Cohen speculează că înclinația de a face referire spontană la un obiect din lume ca fiind de interes, prin indicare („indicarea protodeclarativă”) și de a aprecia, de asemenea, atenția direcționată a altuia, poate fi motivul care stă la baza tuturor comunicărilor umane.
Înțelegerea intențiilor altora este un alt precursor esențial pentru înțelegerea altor minți, deoarece intenționalitatea sau „apropierea” este o caracteristică fundamentală a stărilor și evenimentelor mentale. „Poziția intențională” a fost definită de Daniel Dennett ca o înțelegere a faptului că acțiunile altora sunt direcționate către obiective și apar din anumite credințe sau dorințe. Atât copiii de 2, cât și cei de 3 ani ar putea discrimina atunci când un experimentator a marcat în mod intențional o cutie cu autocolante ca momeli. Chiar și mai devreme în ontogenie, Andrew N. Meltzoff a descoperit că sugarii de 18 luni ar putea efectua manipulări ale țintei pe care experimentatorii adulți le-au încercat și au eșuat, sugerând că sugarii ar putea reprezenta comportamentul de manipulare a obiectelor adulților ca implicând obiective și intenții. În timp ce atribuirea intenției (marcarea casetei) și cunoașterea (sarcini de falsă credință) este investigată la tineri oameni și animale neumane pentru a detecta precursorii unei teorii a minții, Gagliardi și colaboratorii au subliniat că nici oamenii adulți nu acționează întotdeauna într-un mod compatibil cu o perspectivă atribuțională. În experiment, subiecții umani adulți au făcut alegeri cu privire la containerele cu momeli atunci când erau îndrumați de participanți care nu puteau vedea (și, prin urmare, nu știau) ce container era momit.
Cercetări recente în psihologia dezvoltării sugerează că abilitatea sugarului de a-i imita pe alții se află atât la originea teoriei minții, cât și a altor realizări social-cognitive, cum ar fi luarea perspectivei și empatia. Potrivit lui Meltzoff, înțelegerea înnăscută a sugarului că alții sunt „ca mine” îi permite să recunoască echivalența dintre stările fizice și mentale aparente la alții și cele resimțite de sine. De exemplu, copilul își folosește propriile experiențe, orientându-și capul/ochii spre un obiect de interes pentru a înțelege mișcările celorlalți care se întorc spre un obiect, adică aceștia se vor ocupa în general de obiecte de interes sau semnificație. Unii cercetători în discipline comparative au ezitat să pună o greutate prea mare asupra imitației ca un precursor critic al abilităților sociale-cognitive umane avansate, cum ar fi mentalizarea și empatizarea, mai ales dacă imitația adevărată nu mai este folosită de adulți. Un test de imitație realizat de Alexandra Horowitz a constatat că subiecții adulți au imitat un experimentator care demonstrează o sarcină nouă mult mai puțin strânsă decât au făcut copiii. Horowitz subliniază că starea psihologică precisă care stă la baza imitației este neclară și nu poate fi utilizată, în sine, pentru a trage concluzii despre stările mentale ale oamenilor.
În timp ce s-au făcut multe cercetări pe sugari, teoria minții se dezvoltă continuu pe tot parcursul copilăriei și până la sfârșitul adolescenței, pe măsură ce se dezvoltă sinapsele (conexiunile neuronale) din cortexul prefrontal. Se crede că cortexul prefrontal este implicat în planificare și luarea deciziilor. Copiii par să dezvolte teoria abilităților minții secvențial. Prima abilitate de dezvoltat este abilitatea de a recunoaște că alții au dorințe diverse. Copiii sunt capabili să recunoască faptul că alții au convingeri diverse la scurt timp. Următoarea abilitate de dezvoltat este recunoașterea faptului că alții au acces la baze de cunoștințe diferite. În cele din urmă, copiii sunt capabili să înțeleagă că alții pot avea credințe false și că alții sunt capabili să ascundă emoții. În timp ce această secvență reprezintă tendința generală în dobândirea abilităților, se pare că se pune un accent mai mare pe unele abilități în anumite culturi, ceea ce duce la abilități mai apreciate de dezvoltat înainte de cele care nu sunt considerate la fel de importante. De exemplu, în culturile individualiste, cum ar fi Statele Unite, se pune un accent mai mare pe capacitatea de a recunoaște că alții au opinii și credințe diferite. Într-o cultură colectivistă, cum ar fi China, această abilitate poate să nu fie la fel de importantă și, prin urmare, s-ar putea să nu se dezvolte până mai târziu.

### Limba
Există dovezi care susțin că dezvoltarea teoriei minții este strâns legată de dezvoltarea limbajului la oameni. O meta-analiză a arătat o corelație moderată până la puternică ( r = 0,43) între performanța teoriei minții și sarcinile lingvistice. S-ar putea argumenta că această relație se datorează exclusiv faptului că atât limbajul, cât și teoria minții par să înceapă să se dezvolte substanțial în același timp la copii (între 2-5 ani). Cu toate acestea, multe alte abilități se dezvoltă și în aceeași perioadă de timp și nu produc corelații atât de mari între ele și nici cu teoria minții. Trebuie să se întâmple altceva pentru a explica relația dintre teoria minții și limbaj.
Teoriile pragmatice ale comunicării presupun că sugarii trebuie să posede o înțelegere a convingerilor și a stărilor mentale ale altora pentru a deduce conținutul comunicativ pe care utilizatorii de limbă competenți intenționează să-l transmită. Deoarece o enunțare verbală este adesea subdeterminată și, prin urmare, poate avea semnificații diferite, în funcție de contextul real, teoria abilităților minții poate juca un rol crucial în înțelegerea intențiilor comunicative și informative ale altora și în deducerea sensului cuvintelor. Unele rezultate empirice sugerează că chiar și sugarii în vârstă de 13 luni au o capacitate timpurie de citire mentală comunicativă care le permite să deducă ce informații relevante sunt transferate între partenerii comunicativi, ceea ce implică faptul că limbajul uman se bazează cel puțin parțial pe abilitățile teoriei minții.
Carol A. Miller a pus alte explicații posibile pentru această relație. O idee a fost că amploarea comunicării verbale și a conversației care implică copiii dintr-o familie ar putea explica teoria dezvoltării minții. Credința este că acest tip de expunere la limbaj ar putea ajuta la introducerea unui copil în diferite stări mentale și perspective ale altora. Acest lucru a fost sugerat empiric prin descoperiri care indică faptul că participarea la discuțiile de familie prezice scoruri în ceea ce privește sarcinile teoretice ale minții, precum și descoperirile care arată că copiii surzi care au părinți auzitori și s-ar putea să nu poată comunica cu părinții lor mult în primii ani de dezvoltare tind să înscrie mai jos la sarcinile teoriei minții.
O altă explicație a relației dintre limbaj și teoria dezvoltării minții are legătură cu înțelegerea de către copil a cuvintelor stării mentale precum „gândi” și „crede”. Deoarece o stare mentală nu este ceva ce se poate observa din comportament, copiii trebuie să învețe semnificațiile cuvintelor care denotă stări mentale doar din explicații verbale, necesitând cunoașterea regulilor sintactice, a sistemelor semantice și a pragmaticii unui limbaj. Studiile au arătat că înțelegerea acestor cuvinte de stare mentală prezice teoria minții la copiii de patru ani.
O a treia ipoteză este că abilitatea de a distinge o propoziție întreagă („Jimmy crede că lumea este plată”) de complementul său încorporat („lumea este plată”) și de a înțelege că una poate fi adevărată în timp ce cealaltă poate fi falsă este legată de teoria dezvoltării minții. Recunoașterea acestor complemente sentențiale ca fiind independente una de cealaltă este o abilitate sintactică relativ complexă și s-a dovedit a fi legată de scoruri crescute la teoria sarcinilor minții la copii.
Pe lângă aceste ipoteze, există și dovezi că rețelele neuronale dintre zonele creierului responsabile de limbaj și teoria minții sunt strâns legate. S-a dovedit că joncțiunea temporoparietală este implicată în capacitatea de a dobândi vocabular nou, precum și de a percepe și reproduce cuvinte. Joncțiunea temporoparietală conține, de asemenea, zone care se specializează în recunoașterea fețelor, vocilor și mișcării biologice, pe lângă teoria minții. Deoarece toate aceste zone sunt situate atât de strâns între ele, este rezonabil să concluzionăm că acestea funcționează împreună. Mai mult, studiile au raportat o creștere a activității în TPJ atunci când pacienții absorb informații prin citire sau imagini referitoare la credințele altor persoane, dar nu în timp ce observă informații despre stimuli de control fizic.

### Teoria minții la adulți
Adulții neurotipici au teoria conceptelor minții pe care le-au dezvoltat în copilărie (concepte precum credința, dorința, cunoașterea și intenția). O întrebare principală este modul în care utilizează aceste concepte pentru a satisface cerințele diverse ale vieții sociale, de la decizii rapide despre cum să păcălească un adversar într-un joc competitiv, până la a ține pasul cu cine știe ce într-o conversație în mișcare rapidă, până la judecarea vinovăția sau inocența acuzatului într-o instanță de judecată.
Boaz Keysar, Dale Barr și colegii lor au constatat că adulții nu au reușit adesea să își folosească teoria abilităților minții pentru a interpreta mesajul unui vorbitor, chiar dacă erau perfect conștienți că vorbitorul nu avea cunoștințe critice. Alte studii converg în demonstrarea faptului că adulții sunt predispuși la „prejudecăți egocentrice”, prin care sunt influențați de propriile lor credințe, cunoștințe sau preferințe atunci când judecă cele ale altor oameni sau neglijează în totalitate perspectivele altor persoane. Există, de asemenea, dovezi că adulții cu memorie și capacitate inhibitoare mai mari și o motivație mai mare sunt mai predispuși să-și folosească abilitățile de teoria minții.
În contrast, dovezile din sarcinile care caută efecte indirecte ale gândirii despre stările mentale ale altor persoane sugerează că adulții își pot folosi uneori teoria minții în mod automat. Agnes Kovacs și colegii săi au măsurat timpul necesar adulților pentru a detecta prezența unei mingi așa cum a fost dezvăluită din spatele unui obstacol. Au descoperit că viteza de răspuns a adulților a fost influențată de faptul dacă un avatar din scenă credea sau nu că există o minge în spatele obstacolului, chiar dacă adulților nu li s-a cerut să acorde atenție la ceea ce avatarul credea. Dana Samson și colegii săi au măsurat timpul necesar adulților pentru a judeca numărul de puncte de pe peretele unei camere. Au descoperit că adulții au răspuns mai încet când un avatar care stătea în cameră a văzut mai puține puncte decât au văzut, chiar și atunci când nu li s-a cerut niciodată să acorde atenție ceea ce avatarul putea vedea. S-a pus întrebarea dacă aceste „părtiniri altercentrice” reflectă cu adevărat procesarea automată a ceea ce gândește sau vede o altă persoană sau dacă reflectă în schimb atenția și efectele de memorie indicate de avatar, dar nu implică nicio reprezentare a ceea ce gândesc sau văd.
Diferite teorii au căutat să explice aceste tipare de rezultate. Ideea că teoria minții este automată este atractivă, deoarece ar ajuta la explicarea modului în care oamenii țin pasul cu cerințele teoriei minții legate de jocuri competitive și conversații rapide. S-ar putea explica, de asemenea, dovezi că sugarii umani și unele specii neumane par uneori capabile de teorie a minții, în ciuda resurselor limitate pentru memorie și control cognitiv. Ideea că teoria minții care depune efort și nu automată este atractivă, deoarece se simte forțată să decidă dacă un inculpat este vinovat sau nevinovat sau dacă un negociator blufează, iar economia efortului ar ajuta la explicarea motivului pentru care oamenii uneori neglijează utilizarea teoriei lor minte. Ian Apperly și Stephen Butterfill au sugerat că oamenii au de fapt „două sisteme” pentru teoria minții, în comun cu conturile „două sisteme” din multe alte domenii ale psihologiei. Din acest motiv, „sistemul 1” este eficient din punct de vedere cognitiv și permite teoria minții pentru un set limitat de circumstanțe utile. „Sistemul 2” este efort cognitiv, dar permite o teorie mult mai flexibilă a abilităților minții. Această relatare a fost criticată de filosoful Peter Carruthers, care sugerează că aceeași teorie de bază a abilităților minții poate fi utilizată atât în moduri simple, cât și complexe. Relatarea a fost criticată de Celia Heyes, care sugerează că teoria „sistemului 1” a abilităților minții nu necesită reprezentarea stărilor mentale ale altor oameni și, prin urmare, sunt considerate mai bine ca „sub-mentalizare”.

### Îmbătrânire
La vârste mai înaintate, capacitatea teoriei minții scade, indiferent de modul în care sunt testate exact (de exemplu, povești, ochi, videoclipuri, convingeri-video false, alte credințe false și faux pas). Cu toate acestea, declinul altor funcții cognitive este și mai puternic, sugerând că cunoașterea socială este oarecum păstrată. Spre deosebire de teoria minții, empatia nu prezintă afectări în timpul îmbătrânirii.
Există două tipuri de teorii ale reprezentărilor minții: cognitive (referitoare la stările mentale, credințe, gânduri și intenții ale altora) și afective (referitoare la emoțiile altora). Teoria cognitivă a minții este separată în continuare în ordinea întâi (de exemplu, cred că ea crede asta) și a doua ordine (de exemplu, el crede că ea crede asta). Există dovezi că teoria cognitivă și afectivă a proceselor minții este funcțional independentă una de cealaltă. În studiile asupra bolii Alzheimer, care apare în mod obișnuit la adulții în vârstă, pacienții prezintă tulburări cu teoria mentală cognitivă de ordinul doi, dar de obicei nu cu teoria mentală cognitivă sau afectivă de ordinul întâi. Cu toate acestea, este dificil să discernem un model clar de teorie a variației minții datorate vârstei. Au existat multe discrepanțe în datele colectate până acum, probabil din cauza dimensiunilor mici ale eșantionului și a utilizării diferitelor sarcini care explorează doar un aspect al teoriei minții. Mulți cercetători sugerează că teoria afectării minții se datorează pur și simplu declinului normal al funcției cognitive.

### Variații culturale
Cercetătorii au propus ca cinci aspecte cheie ale teoriei minții să se dezvolte secvențial pentru toți copiii cu vârste cuprinse între trei și cinci ani. Această teorie în cinci pași a scării minții constă în dezvoltarea diverselor dorințe (DD), credințe diverse (DB), acces la cunoștințe (KA), credințe false (FB) și emoții ascunse (HE). Copiii australieni, americani și europeni dobândesc teoria minții în această ordine exactă, iar studiile efectuate cu copii din Canada, India, Peru, Samoa și Thailanda indică faptul că toți trec misiunea credinței false în același timp, sugerând că copiii se dezvoltă teoria minții în mod constant în întreaga lume.
Cu toate acestea, copiii din Iran și China dezvoltă teoria minții într-o ordine ușor diferită. Deși încep dezvoltarea teoriei minții în același timp, copiii mici din aceste țări înțeleg accesul la cunoștințe (KA) înainte de copiii occidentali, dar necesită mai mult timp pentru a înțelege convingerile diverse (DB). Cercetătorii consideră că acest schimb în ordinea dezvoltării este legat de cultura colectivismului din Iran și China, care pune accentul pe interdependență și pe cunoștințele comune, spre deosebire de cultura individualismului din țările occidentale, care promovează individualitatea și acceptă opinii diferite. Datorită acestor valori culturale diferite, copiii iranieni și chinezi ar putea dura mai mult timp pentru a înțelege că alți oameni au credințe și opinii diferite. Aceasta sugerează că dezvoltarea teoriei minții nu este universală și este determinată exclusiv de procesele creierului înnăscute, ci și influențată de factori sociali și culturali.

### Istoriografie
Teoria minții poate ajuta, de asemenea, istoricii să înțeleagă mai corect caracterul personajelor istorice, de exemplu Thomas Jefferson, pe care emancipaționiștii, precum Douglas L. Wilson și savanții de la Thomas Jefferson Foundation, îl consideră oponent al sclaviei toată viața, observând că Jefferson a făcut-o ce a putut în cadrul gamei limitate de opțiuni disponibile pentru a-l submina, numeroasele sale încercări de abolire a legislației, modul în care a oferit sclavilor și susținerea tratamentului lor mai uman. Acest lucru este în contrast cu revizioniștii precum Paul Finkelman, care îl critică pe Jefferson pentru rasism, sclavie și ipocrizie. Opiniile emancipaționiste despre această ipocrizie recunosc că, dacă ar încerca să fie fidel cuvântului său, ar fi înstrăinat colegii săi virginieni. Franklin D. Roosevelt nu s-a alăturat liderilor NAACP pentru a promova legislația federală anti-linșare, deoarece el credea că o astfel de legislație este puțin probabil să treacă în Congres și că sprijinul său pentru aceasta va înstrăina congresmanii din sud, inclusiv mulți dintre colegii săi democrați.

## Investigație empirică
Faptul că la copiii mai mici de 3 sau 4 ani ar exista vreo teorie a minții este un subiect de dezbatere în rândul cercetătorilor. Este o întrebare provocatoare, datorită dificultății de a evalua ce înțeleg copiii pre-lingvistici despre ceilalți și despre lume. Sarcinile utilizate în cercetarea dezvoltării teoriei minții trebuie să țină cont de umwelt - (cuvântul german Umwelt înseamnă „mediu” sau „lume înconjurătoare”) - al copilului pre-verbal.

### Sarcină de falsă credință
Unul dintre cele mai importante repere în teoria dezvoltării minții este abilitatea de a atribui credințe false: cu alte cuvinte, înțelegerea faptului că alți oameni pot crede lucruri care nu sunt adevărate. Pentru a face acest lucru, se sugerează, trebuie să înțelegem cum se formează cunoașterea, că convingerile oamenilor se bazează pe cunoștințele lor, că stările mentale pot diferi de realitate și că comportamentul oamenilor poate fi prezis de stările lor mentale. Au fost dezvoltate numeroase versiuni ale sarcinii de falsă credință, pe baza sarcinii inițiale create de Wimmer și Perner (1983).
În cea mai comună versiune a sarcinii de credință falsă (denumită adesea „testul Sally-Anne ” sau „sarcina Sally-Anne”), copiilor li se spune sau li se arată o poveste care implică două personaje. De exemplu, copilului i se arată două păpuși, Sally și Anne, care au un coș și, respectiv, o cutie. Sally are, de asemenea, o bilă, pe care o așează în coș, și apoi părăsește camera. În timp ce este afară din cameră, Anne ia bila din coș și o pune în cutie. Sally se întoarce, iar copilul este apoi întrebat unde Sally va căuta bila. Copilul trece sarcina dacă răspunde că Sally se va uita în coș, unde Sally a pus bila; copilul nu reușește sarcina dacă răspunde că Sally se va uita în cutie, unde copilul știe că bila este ascunsă, chiar dacă Sally nu poate ști acest lucru, deoarece nu a văzut-o ascunsă acolo. Pentru a trece la sarcină, copilul trebuie să poată înțelege că reprezentarea mentală a situației de către altul este diferită de cea proprie, iar copilul trebuie să fie capabil să prezică un comportament bazat pe această înțelegere. Un alt exemplu este atunci când un băiat lasă ciocolată pe un raft și apoi iese din cameră. Mama lui o pune în frigider. Pentru a trece la sarcină, copilul trebuie să înțeleagă că băiatul, la întoarcere, are credința falsă că ciocolata sa este încă pe raft.
Rezultatele cercetărilor folosind sarcini de credință falsă au fost destul de consistente: majoritatea copiilor în curs de dezvoltare în mod normal sunt capabili să treacă sarcinile de la aproximativ vârsta de patru ani. În special, în timp ce majoritatea copiilor, inclusiv cei cu sindrom Down, pot trece acest test, într-un studiu, 80% dintre copiii diagnosticați cu autism nu au putut să o facă.
Adulții pot avea, de asemenea, probleme cu credințe false. De exemplu, atunci când prezintă o părtinire retrospectivă, definită ca: „înclinația de a vedea evenimentele care s-au întâmplat deja ca fiind mai previzibile decât erau înainte de a avea loc”. Într-un experiment realizat de Fischhoff în 1975, subiecții adulți cărora li s-a cerut o evaluare independentă nu au putut ignora informațiile despre rezultatul real. De asemenea, în experimentele cu situații complicate, atunci când evaluează gândirea altora, adulții nu pot ignora anumite informații care le-au fost date.

### Conținut neașteptat
Au fost dezvoltate alte sarcini pentru a încerca să rezolve problemele inerente sarcinii false-credințe. În sarcina „Conținut neașteptat” sau „Smarties”, experimentatorii îi întreabă pe copii ce cred ei că sunt conținutul unei cutii care arată ca și cum ar conține o bomboană numită „Smarties”. După ce copilul ghicește (de obicei) „Smarties”, se arată că de fapt cutia conținea creioane. Experimentatorul reînchide apoi cutia și îl întreabă pe copil ce crede că o altă persoană, căreia nu i s-a arătat adevăratul conținut al cutiei, va crede că se află înăuntru. Copilul trece sarcina dacă răspunde că o altă persoană va crede că „Smarties” există în cutie, dar nu reușește sarcina dacă răspunde că o altă persoană va crede că cutia conține creioane. Gopnik și Astington (1988) au descoperit că purncii trec acest test la vârsta de patru sau cinci ani.

### Alte sarcini
Sarcina „fotografie falsă” este o altă sarcină care servește ca o măsură a teoriei dezvoltării minții. În această sarcină, copiii trebuie să raționeze despre ceea ce este reprezentat într-o fotografie care diferă de starea actuală a lucrurilor. În cadrul sarcinii de fotografie falsă, există fie o locație, fie o schimbare de identitate. În sarcina de schimbare a locației, examinatorul pune un obiect într-o singură locație (de exemplu, ciocolată într-un dulap verde deschis), după care copilul face o fotografie Polaroid a scenei. În timp ce fotografia se dezvoltă, examinatorul mută obiectul într-o altă locație (de exemplu, un dulap albastru), permițând copilului să vadă acțiunea examinatorului. Examinatorul îi pune copilului două întrebări de control: „Când am făcut prima dată fotografia, unde era obiectul?” și „Unde este obiectul acum?” De asemenea, subiectului i se pune o întrebare de „fotografie falsă”: „Unde este obiectul din imagine?” Copilul trece sarcina dacă identifică corect locația obiectului din imagine și locația efectivă a obiectului în momentul întrebării. Totuși, ultima întrebare ar putea fi interpretată greșit ca „Unde se află în această cameră obiectul pe care îl prezintă imaginea?” și, prin urmare, unii examinatori folosesc o formulare alternativă.
Pentru a face mai ușor pentru animale, copii mici și persoanele cu autism clasic (de tip Leo Kanner) să înțeleagă și să efectueze sarcini de teorie a minții, cercetătorii au dezvoltat teste în care comunicarea verbală este subliniată: unii a căror administrare nu implică verbală comunicare din partea examinatorului, unele a căror finalizare cu succes nu necesită comunicare verbală din partea subiectului și unele care îndeplinesc ambele standarde de mai sus. O categorie de sarcini utilizează o paradigmă de aspect preferențial, cu timpul de căutare ca variabilă dependentă. De exemplu, sugarii în vârstă de 9 luni preferă să se uite la comportamentele efectuate de o mână umană asupra celor făcute de un obiect neînsuflețit asemănător mâinii. Alte paradigme privesc ratele de comportament imitativ, capacitatea de a reproduce și de a finaliza acte neterminate orientate spre scopuri și ratele de joc pretins.

### Precursori timpurii
Cercetări recente privind primii precursori ai teoriei minții au analizat modalități inovatoare de a surprinde înțelegerea de către cei care nu au învățat vorbirea a stărilor mentale ale altor copii, inclusiv percepția și credințele. Folosind o varietate de proceduri experimentale, studiile au arătat că sugarii din primul an de viață au o înțelegere implicită a ceea ce văd și ce știu alți oameni. O paradigmă populară utilizată pentru a studia teoria minții copiilor este încălcarea procedurii de așteptare, care se bazează pe tendința sugarilor de a privi mai mult evenimentele neașteptate și surprinzătoare în comparație cu evenimentele familiare și așteptate. Prin urmare, măsurile lor privind timpul de căutare ar oferi cercetătorilor o indicație a ceea ce sugarii ar putea deduce sau înțelegerea implicită a evenimentelor. Un studiu recent care a folosit această paradigmă a constatat că pruncii în vârstă de 16 luni tind să atribuie credințe unei persoane a cărei percepție vizuală a fost martoră anterior ca fiind „de încredere”, în comparație cu cineva a cărei percepție vizuală era „nesigură”. Mai precis, tinerii de 16 luni au fost instruiți să se aștepte ca vocalizarea entuziasmată a unei persoane și privirea într-un container să fie asociată cu găsirea unei jucării în starea de aspect fiabil sau cu absența unei jucării în starea de nesiguranță. După această fază de antrenament, sugarii au asistat, într-o sarcină de căutare a obiectelor, la aceleași persoane, fie căutau o jucărie în locația corectă, fie incorectă, după ce amândoi au asistat la locul unde a fost ascunsă jucăria. Copiii care au experimentat un privitor de încredere au fost surprinși și, prin urmare, au arătat mai mult atunci când persoana a căutat jucăria în locația incorectă, comparativ cu locația corectă. În schimb, timpul de căutare pentru sugarii care au experimentat un privitor fiabil nu a diferit pentru niciuna dintre locațiile de căutare. Aceste descoperiri sugerează că sugarii în vârstă de 16 luni pot atribui în mod diferențial credințele despre locația unei jucării pe baza înregistrării anterioare a percepției vizuale a persoanei.

## Deficite
Teoria afectării minții descrie o dificultate pe care cineva ar avea-o cu luarea perspectivei. Acest lucru este denumit uneori și orbire a minții. Aceasta înseamnă că persoanelor cu o teorie a deficienței minții le-ar fi greu să vadă fenomenele din orice altă perspectivă decât a lor. Persoanele care experimentează o teorie a deficitului de minte au dificultăți în determinarea intențiilor celorlalți, nu au înțelegere a modului în care comportamentul lor îi afectează pe ceilalți și au o perioadă dificilă cu reciprocitate socială. Deficitele de teoria minții au fost observate la persoanele cu tulburări ale spectrului autist, persoanele cu schizofrenie, persoanele cu tulburare de învățare nonverbală, persoanele cu tulburare de hiperactivitate cu deficit de atenție, persoanele aflate sub influența alcoolului și a narcoticelor, persoanele lipsite de somn și persoanele care suferă de dureri emoționale sau fizice severe. Teoria deficitelor minții a fost observată și la copiii surzi care semnează târziu (adică sunt născuți din părinții auzitori), dar deficitul se datorează întârzierii în învățarea limbilor străine, nu a vreunui deficit cognitiv și, prin urmare, dispare odată ce copilul învață limbajul semnelor.

### Autism
În 1985, Simon Baron-Cohen, Alan M. Leslie și Uta Frith au sugerat că copiii cu autism nu folosesc teoria minții and suggested that autistic children have particular difficulties with tasks requiring the child to understand another person's beliefs. These difficulties persist when children are matched for verbal skills și au sugerat că copiii cu autism au dificultăți deosebite în ceea ce privește sarcinile care necesită copilului să înțeleagă credințele altei persoane. Aceste dificultăți persistă atunci când copiii sunt potrivite pentru abilitățile verbale și au fost luate ca o caracteristică cheie a autismului.
Mulți indivizi clasificați ca autiști au dificultăți severe în atribuirea altor stări mentale și par să le lipsească teoriile minții. Cercetătorii care studiază relația dintre autism și teoria minții încearcă să explice conexiunea într-o varietate de moduri. Un raport presupune că teoria minții joacă un rol în atribuirea stărilor mentale celorlalți și în jocul pretins. Potrivit lui Leslie, teoria minții este capacitatea de a reprezenta mental gânduri, credințe și dorințe, indiferent dacă circumstanțele implicate sunt sau nu reale. Acest lucru ar putea explica de ce unii indivizi autiști prezintă deficite extreme atât în teoria minții, cât și a pretinde joc. Cu toate acestea, Hobson propune o justificare social-afectivă, care sugerează că, în cazul unei persoane autiste, deficitul teoretic al minții rezultă dintr-o denaturare a înțelegerii și a răspunsului la emoții. El sugerează că ființele umane în curs de dezvoltare în mod obișnuit, spre deosebire de indivizii autiști, se nasc cu un set de abilități (cum ar fi abilitatea de referință socială) care le permite ulterior să înțeleagă și să reacționeze la sentimentele altor persoane. Alți savanți subliniază că autismul implică o întârziere specifică dezvoltării, astfel încât copiii cu autism variază în ceea ce privește deficiențele lor, deoarece întâmpină dificultăți în diferite stadii de creștere. Contracarările foarte timpurii pot modifica avansarea corectă a comportamentelor de atenție articulară, ceea ce poate duce la eșecul formării unei teorii complete a minții.
S-a speculat că teoria minții există pe un continuum spre deosebire de viziunea tradițională a prezenței sau absenței discrete. În timp ce unele cercetări au sugerat că unele populații autiste nu sunt în măsură să atribuie stări mentale altora, dovezile recente indică posibilitatea de a face față mecanismelor care facilitează un spectru de comportament conștient. O viziune binară asupra teoriei minții duce la stigmatizarea adulților cu autism, la fel cum premiza că autiștii nu au empatie poate conduce la deumanizarea lor.
Tine și colaboratorii sugerează că copiii autiști obțin un scor substanțial mai scăzut în ceea ce privește măsurile teorii sociale a minții în comparație cu copiii diagnosticați cu sindromul Asperger.
În general, copiii cu abilități mintale mai avansate prezintă abilități sociale mai avansate, o mai mare adaptabilitate la situații noi și o cooperare mai mare cu ceilalți. Drept urmare, acești copii sunt de obicei bine-plăcuți. Cu toate acestea, „copiii își pot folosi abilitățile de citire a minții pentru a-și manipula, păcăli, șicana sau trișa colegii”. Persoanele care dețin abilități inferioare ale teoriei minții, cum ar fi copiii cu tulburare de spectru autist, pot fi respinși social de colegii lor, deoarece nu pot comunica eficient. S-a dovedit că respingerea socială are un impact negativ asupra dezvoltării unui copil și poate pune copilul la un risc mai mare de a dezvolta simptome depresive.
Intervențiile mediată de la egal la egal (PMI) sunt o abordare de tratament bazată pe școală pentru copii și adolescenți cu tulburare de spectru autist în care colegii sunt instruiți să fie modele pentru a promova comportamentul social. Laghi și colaboratorii au studiat dacă analiza teoriei prosociale (frumoase) și antisociale (urâte) a comportamentelor minții ar putea fi utilizată, pe lângă recomandările profesorilor, pentru a selecta candidații corespunzători pentru programele PMI. Selectarea copiilor cu abilități avansate ale teoriei minții care îi utilizează în moduri prosociale va face teoretic programul mai eficient. În timp ce rezultatele au indicat că analiza utilizărilor sociale ale teoriei minții a posibililor candidați pentru un program PMI este de neprețuit, este posibil să nu fie un bun predictor al performanței unui candidat ca model.
O trecere în revistă Cochrane din 2014 a intervențiilor bazate pe teoria minții a constatat că poate fi predată persoanelor cu autism, dar există puține dovezi de menținere a abilităților, generalizare în alte setări sau efecte de dezvoltare asupra abilităților conexe.

### Schizofrenie
Persoanele cu diagnostic de schizofrenie pot prezenta deficite în teoria minții. Mirjam Sprong și colegii săi au investigat deficiența examinând 29 de studii diferite, cu un total de peste 1500 de participanți. Această meta-analiză a arătat un deficit semnificativ și stabil al teoriei minții la persoanele cu schizofrenie. Au avut performanțe slabe în sarcinile de credință falsă, care testează abilitatea de a înțelege că alții pot susține credințe false despre evenimentele din lume și, de asemenea, în sarcinile de deducere a intenției, care evaluează capacitatea de a deduce intenția unui personaj din citirea unei nuvele. Pacienții cu schizofrenie cu simptome negative, cum ar fi lipsa emoției, motivației sau vorbirii, au cea mai mare deficiență în teoria minții și sunt incapabili să reprezinte stările mentale ale lor și ale celorlalți. Pacienții schizofrenici paranoici au, de asemenea, performanțe slabe, deoarece au dificultăți în interpretarea corectă a intențiilor altora. Metaanaliza a arătat în plus că IQ, sexul și vârsta participanților nu afectează în mod semnificativ performanța sarcinilor teoriei minții.
Cercetările actuale sugerează că afectarea teoriei minții afectează negativ perspectivele clinice, conștientizarea pacientului cu privire la boala mentală. Insightul necesită teorie a minții - un pacient trebuie să fie capabil să adopte o perspectivă a terței persoane și să vadă sinele așa cum fac alții. Un pacient cu o bună înțelegere ar putea să se auto-reprezinte cu exactitate, comparându-se cu ceilalți și vizionându-se din perspectiva celorlalți. Insightul permite unui pacient să recunoască și să reacționeze corespunzător la simptomele sale; totuși, un pacient căruia îi lipsește perspicacitatea nu și-ar da seama că are o boală mintală, din cauza incapacității sale de a se reprezenta pe sine cu precizie. Terapiile care îi învață pe pacienți abilități de a lua perspective și de auto-reflectare pot îmbunătăți abilitățile în citirea reperelor sociale și în luarea perspectivei unei alte persoane.
Majoritatea literaturii actuale susține argumentul conform căruia teoria deficitului mental este o trăsătură stabilă mai degrabă decât o caracteristică a stării schizofreniei. Metaanaliza efectuată de Sprong și colaboratorii a arătat că pacienții în remisie încă aveau tulburări în teoria minții. Rezultatele indică faptul că deficitul nu este doar o consecință a fazei active a schizofreniei.
Deficitul pacienților schizofrenici în teorie a minții le afectează interacțiunile zilnice cu ceilalți. Un exemplu de interacțiune perturbată este unul dintre un părinte schizofrenic și un copil. Teoria minții este deosebit de importantă pentru părinți, care trebuie să înțeleagă gândurile și comportamentele copiilor lor și să reacționeze în consecință. Parentalitatea disfuncțională este asociată cu deficite în teoria minții de ordinul întâi, abilitatea de a înțelege gândurile altei persoane și teoria minții de ordinul al doilea, abilitatea de a deduce ce gândește o persoană despre gândurile altei persoane. În comparație cu mamele sănătoase, mamele cu schizofrenie sunt mai îndepărtate, mai liniștite, absorbite de sine, insensibile, care nu răspund și au mai puține interacțiuni satisfăcătoare cu copiii lor. De asemenea, tind să interpreteze greșit indicațiile emoționale ale copiilor lor și deseori să înțeleagă greșit fețele neutre ca fiind negative. Activitățile precum jocul de rol și sesiunile individuale sau de grup sunt intervenții eficiente care îi ajută pe părinți să se îmbunătățească în ceea ce privește luarea perspectivei și teoria minții. Deși există o asociere puternică între teoria deficitului minții și disfuncția rolului părinților, studiile viitoare ar putea întări relația stabilind, eventual, un rol cauzal al teoriei minții asupra abilităților parentale.

### Tulburări de consum de alcool
Deficiențele teoretice ale minții, precum și alte deficite social-cognitive se întâlnesc frecvent la persoanele care suferă de alcoolism, din cauza efectelor neurotoxice ale alcoolului asupra creierului, în special a cortexului prefrontal.

### Depresie și disforie
Persoanele aflate într-un episod depresiv major actual, o tulburare caracterizată prin afectarea socială, prezintă deficite în teoria decodificării minții. Teoria decodificării minții este capacitatea de a utiliza informațiile disponibile în mediul imediat (de exemplu, expresia feței, tonul vocii, postura corpului) pentru a eticheta cu precizie stările mentale ale altora. Modelul opus, teoria îmbunătățită a minții, este observată la persoanele vulnerabile la depresie, inclusiv la acei indivizi cu tulburare depresivă majoră trecută (MDD), indivizi disforici și indivizi cu antecedente materne de MDD.

### Tulburarea limbajului de dezvoltare
Copiii diagnosticați cu tulburare de limbaj de dezvoltare (DLD) prezintă scoruri mult mai mici la secțiunile de citire și scriere ale testelor standardizate, dar au un IQ normal nonverbal. Aceste deficite de limbaj pot fi orice deficite specifice în semantica lexicală, sintaxă sau pragmatică sau o combinație de probleme multiple. Ele prezintă adesea abilități sociale mai slabe decât copiii în curs de dezvoltare în mod normal și par să aibă probleme în decodarea credințelor în ceilalți. O meta-analiză recentă a confirmat faptul că copiii cu DLD au scoruri substanțial mai mici în ceea ce privește sarcinile teoretice ale minții, comparativ cu copiii în curs de dezvoltare. Acest lucru întărește afirmația că dezvoltarea limbajului este legată de teoria minții.

## Mecanismele creierului

### La oameni neurotipici
Cercetările privind teoria minții în autism au condus la opinia că abilitățile de mentalizare sunt subordonate prin mecanisme dedicate care pot - în unele cazuri - să fie afectate, în timp ce funcția cognitivă generală rămâne în mare parte intactă.
Cercetările de neuroimagistică au susținut acest punct de vedere, demonstrând regiuni specifice ale creierului angajate în mod constant în timpul sarcinilor de teorie a minții. Cercetarea PET cu privire la teoria minții, utilizând sarcini de înțelegere a povestirii verbale și picturale, a identificat un set de regiuni ale creierului, incluzând cortexul prefrontal medial (mPFC) și zona din jurul sulcusului temporal superior posterior (pSTS), și uneori precuneus și cortexul amigdală / temporopolar. Ulterior, cercetarea pe baza neuronală a teoriei minții s-a diversificat, cu linii separate de cercetare axate pe înțelegerea credințelor, intențiilor și proprietăților mai complexe ale minților, cum ar fi trăsăturile psihologice.
Studiile efectuate de laboratorul Rebecca Saxe de la MIT, folosind un contrast de sarcină fals-credință față de fals-fotografie care vizează izolarea componentei de mentalizare a sarcinii de fals-credință, au găsit foarte constant activarea în mPFC, precuneus și joncțiunea temporo-parietală (TPJ), lateral-dreapta. În special, s-a propus ca TPJ-ul potrivit (rTPJ) să fie implicat selectiv în reprezentarea credințelor altora. Cu toate acestea, există unele dezbateri, deoarece unii oameni de știință au observat că aceeași regiune rTPJ a fost activată în mod constant în timpul reorientării spațiale a atenției vizuale; Jean Decety de la Universitatea din Chicago și Jason Mitchell de la Harvard au propus astfel că rTPJ îndeplinește o funcție mai generală implicată atât în înțelegerea falselor credințe, cât și în reorientarea atențională, mai degrabă decât un mecanism specializat pentru cunoașterea socială. Cu toate acestea, este posibil ca observarea regiunilor suprapuse pentru reprezentarea credințelor și reorientarea atențională să se datoreze pur și simplu populațiilor neuronale adiacente, dar distincte, care codifică pentru fiecare. Rezoluția studiilor fMRI tipice ar putea să nu fie suficient de bună pentru a arăta că populațiile neuronale distincte / adiacente codifică pentru fiecare dintre aceste procese. Într-un studiu urmat de Decety și Mitchell, Saxe și colegii săi au folosit fMRI cu rezoluție mai mare și au arătat că vârful activării pentru reorientarea atențională este cu aproximativ 6-10 mm deasupra vârfului pentru reprezentarea credințelor. Coroborând în continuare că diferitele populații de neuroni pot codifica pentru fiecare proces, nu au găsit nici o asemănare în modelarea răspunsului fMRI în spațiu.
Imagistica funcțională a fost, de asemenea, folosită pentru a studia detectarea informațiilor despre starea mentală în animațiile Heider-Simmel-esque ale formelor geometrice în mișcare, pe care oamenii tipici le percep automat ca interacțiuni sociale încărcate de intenție și emoție. Trei studii au găsit modele de activare remarcabil asemănătoare în timpul percepției unor astfel de animații față de un control al mișcării aleatorii sau deterministe: mPFC, pSTS, zona fusiformă a feței (FFA) și amigdala au fost angajate selectiv în timpul condiției Teoriei minții. Un alt studiu a prezentat subiecților cu o animație de două puncte care se mișcau cu un grad parametrizat de intenționalitate (cuantificarea măsurii în care punctele s-au urmărit reciproc) și a constatat că activarea pSTS a fost corelată cu acest parametru.
Un corp separat de cercetare a implicat sulcusul temporal superior posterior în percepția intenționalității în acțiunea umană; această zonă este, de asemenea, implicată în perceperea mișcării biologice, inclusiv a mișcării de afișare a corpului, a ochiului, a gurii și a punctului luminos. Un studiu a constatat o creștere a activării pSTS în timp ce urmărea un om ridicând mâna față de faptul că avea mâna împinsă în sus de un piston (acțiune intențională versus acțiune neintențională). Mai multe studii au descoperit o activare pSTS crescută atunci când subiecții percep o acțiune umană care este incongruentă cu acțiunea așteptată din contextul actorului și intenția dedusă. Exemple ar fi: un om care efectuează o mișcare de atingere pentru a înțelege spațiul gol de lângă un obiect, versus apucarea obiectului; o privire umană care se deplasează spre un spațiu gol lângă o țintă de șah versus o privire spre țintă; un om neîncărcat aprinzând o lumină cu genunchiul, comparativ cu aprinderea unei lumini cu genunchiul în timp ce purta o grămadă de cărți; și un om care merge în pauză în timp ce trece în spatele unui raft de cărți, față de mersul cu o viteză constantă. În aceste studii, acțiunile din cazul „congruent” au un scop direct și sunt ușor de explicat în termenii intenției actorului. Acțiunile incongruente, pe de altă parte, necesită explicații suplimentare (de ce ar răsuci cineva spațiul gol lângă o treaptă de viteză?), Iar apoi se pare că ar cere mai multă procesare în STS. Rețineți că această regiune este distinctă de zona temporo-parietală activată în timpul sarcinilor de credință falsă. De asemenea, rețineți că activarea pSTS în majoritatea studiilor de mai sus a fost în mare parte lateralizată dreapta, urmând tendința generală în studiile de neuroimagistică a cunoașterii și percepției sociale. De asemenea, lateralizate dreapta sunt activarea TPJ în timpul sarcinilor de credință falsă, răspunsul STS la mișcare biologică și răspunsul FFA la fețe.
Dovezile neuropsihologice au oferit suport pentru rezultatele neuroimagistice referitoare la baza neuronală a teoriei minții. Studiile efectuate pe pacienți care suferă de o leziune a lobilor frontali și a joncțiunii temporoparietale a creierului (între lobul temporal și lobul parietal) au raportat că au dificultăți în unele teorii ale sarcinilor minții. Aceasta arată că teoria abilităților minții este asociată cu anumite părți ale creierului uman. Cu toate acestea, faptul că cortexul prefrontal medial și joncțiunea temporoparietală sunt necesare pentru sarcinile teoretice ale minții nu implică faptul că aceste regiuni sunt specifice funcției respective. TPJ și mPFC pot subserva funcții mai generale necesare pentru Teoria Minții.
Cercetările realizate de Vittorio Gallese, Luciano Fadiga și Giacomo Rizzolatti  au arătat că unii neuroni senzori-motori, care sunt denumiți neuroni oglindă, descoperiți pentru prima dată în cortexul premotor al maimuțelor rhesus, pot fi implicați în înțelegerea acțiunii. Înregistrarea cu un singur electrod a dezvăluit că acești neuroni au tras atunci când o maimuță a efectuat o acțiune, precum și atunci când maimuța a văzut un alt agent care îndeplinea aceeași sarcină. În mod similar, studiile fMRI cu participanți umani au arătat regiuni ale creierului (presupuse că conțin neuroni oglindă) care sunt active atunci când o persoană vede acțiunea unei alte persoane. Aceste date au determinat unii autori să sugereze că neuronii oglindă pot oferi baza teoriei minții din creier și să susțină teoria simulării citirii minții.
Există, de asemenea, dovezi împotriva legăturii dintre neuronii oglindă și teoria minții. În primul rând, maimuțele macace au neuroni oglindă, dar nu par să aibă o capacitate „asemănătoare omului” de a înțelege teoria minții și a credinței. În al doilea rând, studiile fMRI ale teoriei minții raportează de obicei activarea în mPFC, polii temporali și TPJ sau STS,  dar aceste zone ale creierului nu fac parte din sistemul neuronului oglindă. Unii investigatori, precum psihologul dezvoltator Andrew Meltzoff și neurologul Jean Decety, consideră că neuronii oglindă facilitează doar învățarea prin imitație și pot oferi un precursor al dezvoltării teoriei minții. Alții, cum ar fi filosoful Shaun Gallagher, sugerează că activarea neuron-oglindă, din mai multe puncte de vedere, nu reușește să îndeplinească definiția simulației, așa cum este propusă de teoria de simulare a citirii minții.
Într-o lucrare recentă, Keren Haroush și Ziv Williams au prezentat cazul unui grup de neuroni din creierul primatelor care au prezis în mod unic selecția alegerii partenerului lor care interacționează. Neuronii acestor primate, localizați în cortexul cingulat anterior al maimuțelor rhesus, au fost observați utilizând înregistrarea cu o singură unitate, în timp ce maimuțele au jucat o variantă a jocului de dilemă a prizonierului, iterativ. Prin identificarea celulelor care reprezintă intențiile încă necunoscute ale unui partener de joc, studiul Haroush & Williams susține ideea că teoria minții poate fi un proces fundamental și generalizat și sugerează că neuronii cortexului cingulat anterior pot acționa potențial pentru a completa funcția neuronilor oglindă în timpul schimbului social.

### În autism
Mai multe studii de neuroimagistică au analizat teoria bazei neuronale a afectării minții la subiecții cu sindrom Asperger și autism cu funcționare înaltă (HFA). Primul studiu PET al teoriei minții în autism (de asemenea, primul studiu de neuroimagistică utilizând o paradigmă de activare indusă de sarcină în autism) a reprodus un studiu anterior la indivizi normali, care a angajat o sarcină de înțelegere a poveștii. Acest studiu a constatat deplasarea și diminuarea activării mPFC la subiecții cu autism.
Cu toate acestea, deoarece studiul a folosit doar șase subiecți cu autism și deoarece rezoluția spațială a imaginii PET este relativ slabă, aceste rezultate ar trebui considerate preliminare. Un studiu ulterior fMRI a scanat adulții în curs de dezvoltare normală și adulții cu HFA în timp ce efectua o sarcină „citirea minții în ochi”: vizualizarea unei fotografii a ochilor unui om și alegerea căreia dintre cele două adjective descrie mai bine starea mentală a persoanei, comparativ cu un control al discriminării de gen.  Autorii au găsit activitate în cortexul orbitofrontal, STS și amigdala la subiecții normali și nu au găsit activare amigdală și activare anormală a STS la subiecții cu autism.
Un studiu PET mai recent a analizat activitatea creierului la persoanele cu HFA și sindromul Asperger în timp ce vizionau animațiile Heider-Simmel (vezi mai sus) comparativ cu un control al mișcării aleatorii. Spre deosebire de subiecții care se dezvoltă în mod normal, cei cu autism nu au prezentat activare STS sau FFA, și semnificativ mai puțin activarea mPFC și a amigdalei. Activitatea în regiunile extrastriate V3 și LO a fost identică în cele două grupuri, sugerând procesarea vizuală intactă la nivel inferior la subiecții cu autism. Studiul a raportat, de asemenea, o conectivitate funcțională semnificativ mai mică între STS și V3 în grupul cu autism. Rețineți, totuși, că scăderea corelației temporale între activitatea în STS și V3 ar fi de așteptat pur și simplu din lipsa unui răspuns evocat în STS la animații încărcate cu intenție la subiecții cu autism. O analiză mai informativă ar fi calcularea conectivității funcționale după retrogradarea răspunsurilor evocate din seriile din toate timpurile.
Un studiu ulterior, utilizând paradigma de schimbare a vederii incongruente / congruente descrisă mai sus, a constatat că la adulții cu funcție înaltă cu autism, activarea STS posterioară (pSTS) a fost nediferențiată în timp ce priveau un om care se deplasa spre o țintă și apoi spre un spațiu gol adiacent. Lipsa procesării STS suplimentare în starea incongruentă poate sugera că acești subiecți nu reușesc să formeze o așteptare a ceea ce ar trebui să facă actorul, având în vedere informațiile contextuale, sau că feedback-ul despre încălcarea acestei așteptări nu ajunge la STS. Ambele explicații implică o afectare a capacității de a lega schimbările privirii oculare cu explicații intenționale. Acest studiu a găsit, de asemenea, o anticorelație semnificativă între activarea STS în contrastul incongruent-congruent și scorul de subscală socială pe Autism Diagnostic Interview-Revised, dar nu scoruri pe celelalte subscale.
În 2011, un studiu fMRI a demonstrat că joncțiunea temporoparietală dreaptă (rTPJ) a adulților cu autism cu funcționare superioară nu a fost activată mai selectiv pentru judecăți de mentalizare în comparație cu judecățile fizice despre sine și altele. Selectivitatea rTPJ pentru mentalizare a fost, de asemenea, legată de variația individuală a măsurilor clinice ale afectării sociale: indivizii a căror rTPJ a fost din ce în ce mai activă pentru mentalizare comparativ cu judecățile fizice au fost mai puțin afectați social, în timp ce cei care nu au prezentat diferențe mici sau deloc în răspunsul la mentalizarea sau judecățile fizice au fost cei mai deficienți social. Aceste dovezi se bazează pe munca în dezvoltarea tipică care sugerează că rTPJ este esențial pentru reprezentarea informațiilor despre starea mentală, indiferent dacă este vorba despre sine sau despre ceilalți. De asemenea, indică o explicație la nivel neuronal pentru dificultățile omniprezente de orbire a minții în autism, care sunt evidente pe parcursul vieții.

### În schizofrenie
Regiunile cerebrale asociate cu teoria minții includ girusul temporal superior (STS), joncțiunea temporoparietală (TPJ), cortexul prefrontal medial (MPFC), precuneus și amigdala. Activitatea redusă în MPFC a persoanelor cu schizofrenie este asociată cu Teoria deficitului mental și poate explica afectarea funcției sociale în rândul persoanelor cu schizofrenie.  Creșterea activității neuronale în MPFC este legată de luarea unei perspective mai bune, gestionarea emoțiilor și funcționarea socială sporită. Activitățile perturbate ale creierului în domeniile legate de teoria minții pot crește stresul social sau dezinteresul pentru interacțiunea socială și pot contribui la disfuncția socială asociată cu schizofrenia.

## Valabilitate practică
Scorurile medii ale membrilor grupului de abilități ale teoriei minții, măsurate cu testul Reading the Mind in the Eyes (RME), sunt sugerate ca factori de succes ai performanței de grup. În special, scorurile medii de grup ridicate pe RME se arată că sunt corelate cu factorul de inteligență colectivă c definit ca abilitatea unui grup de a efectua o gamă largă de sarcini mentale, o măsură de inteligență de grup similară cu factorul g pentru inteligența individuală generală. RME este un test Theory of Mind pentru adulți  care arată o fiabilitate suficientă a testului-testare și diferențiază în mod constant grupurile de control de indivizii cu autism funcțional sau sindromul Asperger.  Este unul dintre cele mai larg acceptate și bine validate teste pentru abilitățile Teoriei Minții la adulți.

## Evoluție
Originea evolutivă a teoriei minții rămâne obscură. În timp ce multe teorii susțin rolul său în dezvoltarea limbajului uman și a cunoașterii sociale, câteva dintre ele specifică în detaliu orice precursori neurofiziologici evolutivi. O teorie recentă susține că Teoria Minții își are rădăcinile în două reacții defensive, și anume stresul de imobilizare și imobilitatea tonică, care sunt implicate în gestionarea întâlnirilor stresante și figurează, de asemenea, în mod evident în practicile de creștere a copilului la mamifere (Tsoukalas, 2018). Efectul lor combinat pare capabil să producă multe dintre semnele distinctive ale teoriei minții, de exemplu, contactul cu ochii, urmărirea privirii, controlul inhibitor și atribuțiile intenționale.

## Neumane
O întrebare deschisă este dacă alte animale, în afară de oameni, au o dotare genetică și un mediu social care le permite să dobândească o teorie a minții în același mod ca și copiii umani.  Aceasta este o problemă controversată din cauza problemei deducerii din comportamentul animalelor a existenței gândirii sau a anumitor gânduri sau a existenței unui concept de sine sau conștiință de sine, conștiință și qualia. O dificultate cu studiile non-umane ale teoriei minții este lipsa unui număr suficient de observații naturaliste, care oferă o perspectivă asupra presiunilor evolutive asupra dezvoltării teoriei minții de către o specie.
Cu toate acestea, cercetarea non-umană are încă un loc major în acest domeniu și este utilă în special pentru a ilumina ce comportamente nonverbale semnifică componente ale teoriei minții și pentru a indica posibilele puncte de pas în evoluția a ceea ce mulți pretind că sunt un om unic aspect al cunoașterii sociale. Deși este dificil să studiezi teoria minții și stările mentale asemănătoare oamenilor la specii ale căror stări mentale potențiale avem o înțelegere incompletă, cercetătorii se pot concentra pe componente mai simple ale capacităților mai complexe. De exemplu, mulți cercetători se concentrează pe înțelegerea de către animale a intenției, privirii, perspectivei sau cunoștințelor (sau mai bine zis, ceea ce a văzut o altă ființă). Un studiu care a analizat înțelegerea intenției la orangutani, cimpanzei și copii a arătat că toate cele trei specii înțelegeau diferența dintre actele accidentale și cele intenționale. O parte din dificultatea acestei linii de cercetare constă în faptul că fenomenele observate pot fi adesea explicate ca o simplă învățare stimul-răspuns, întrucât este în natura oricărui teoretician al minții să trebuiască să extrapoleze stările mentale interne de la un comportament observabil. Recent, cele mai multe teorii non-umane ale cercetării minții s-au concentrat pe maimuțe și maimuțe mari, care sunt cele mai interesate în studiul evoluției cogniției sociale umane. Alte studii relevante pentru teoria atribuțiilor minții au fost efectuate folosind câini și ploveri și au demonstrat dovezi preliminare ale înțelegerii atenției - un precursor al teoriei minții - în altele.
Au existat unele controverse cu privire la interpretarea dovezilor care pretind a arăta teoria abilității minții - sau a incapacității - la animale. Două exemple servesc drept demonstrație: primul, Povinelli și colaboratorii (1990) au prezentat cimpanzeilor alegerea a doi experimentatori de la care să solicite hrană: unul care a văzut unde se ascundea hrana și unul care, în virtutea unuia dintre mecanismele variate (având o găleată sau o geantă deasupra capului; o legat la ochi; sau a fi îndepărtat de momeală) nu știe și poate doar ghici. Ei au descoperit că animalele nu au reușit în majoritatea cazurilor să solicite în mod diferențial hrană de la „cunoscător”. Prin contrast, Hare, Call și Tomasello (2001) au descoperit că cimpanzeii subordonați au fost capabili să folosească starea de cunoaștere a cimpanzeilor rivali dominanți pentru a determina ce recipient de hrană ascunsă s-au apropiat. William Field și Sue Savage-Rumbaugh cred că bonobii au dezvoltat teoria minții și citează comunicările lor cu un bonobo captiv, Kanzi, ca dovadă.
Într-un experiment din 2016, corbii Corvus corax s-au dovedit a ține cont de accesul vizual al unor specificații nevăzute. Cercetătorii au argumentat că „corbii pot generaliza din propria experiență perceptivă pentru a deduce posibilitatea de a fi văzuți”.
Un studiu din 2016 publicat de antropologul evolutiv Christopher Krupenye aduce o nouă lumină existenței Teoriei Minții și, în special, a convingerilor false, la primatele neumane.

## Uniform la minte (UoM)
Uniform la minte (UoM) este o nouă abordare a teoriei minții (ToM) care este un sub-domeniu de studiu al studiilor dezvoltării minții umane din științele cognitive. UoM oferă o nouă perspectivă a stărilor mentale, credințelor, dorințelor și gândurilor. UoM explică modul la care creierul decide să acționeze cu privire la raționamente, planuri și rezolvarea problemelor într-o manieră cu totul nouă. UoM diferențiază între persoane iminente și persoane probabile, care au reacții substanțial diferite cu privire la o deformare a timpului sau la alte percepții legate de trecerea timpului.
Această teorie sugerează patru nouă concepte care ar putea fi aplicate în inteligența artificială, comportamentul uman, educație și tratamentele psihiatrice.
UoM arată cum creierul omenesc vizualizează și anticipează situații viitoare pentru a menține echilibrul necesar supraviețuirii. Creierul decide, plănuiește și acționează în situațiile din prezent în raport cu distanța dintre realitatea imediată și situațiile dorite. Aceasta face ca persoana să dorească ceva și să efectueze un anumit comportament imediat.
UoM consideră că al persoanei probabile creier vizualizează și prezice prezentul și viitorul conform conceptelor legate de situații trecute stocate în memorie, iar într-un moment decide, plănuiește și acționează pentru a realiza un echilibru raportat la falia dintre realitatea prezentă și realitatea dorită. Contrar, o persoană iminentă înlocuiește procesul de predicții probabile al creierului cu situații ipotetice și dezirabile pe care societatea le-a creat sub formă de norme convenționale, concepte și stereotipuri, decizând, plănuind și acționând în consecință.
Acest termen a fost propus de Meysam Iranpanah în 2020. Uniform la minte este un neologism pentru a explica modul la care oamenii descinși din alte primate asigură propria supraviețuire conform unor credințe predeterminate.